# 艾力克斯·維勒斯坦
艾力克斯·維勒斯坦（英語：Alex Wellerstein，1981年9月5日—）是史蒂文斯理工學院研究核武器發展史的科學史學者。他是Nukemap的創建者。

## 生平
維勒斯坦在加利福尼亞州斯托克顿長大。他於2002年獲得加利福尼亞大學伯克利分校歷史學文學學士學位，2010年獲得哈佛大學科學史博士學位。他曾任美國能源部博士後研究員、哈佛大學講師、哈佛大學甘迺迪政府學院博士後研究員和美國物理聯合會副歷史學家。自2014年起，他一直擔任史蒂文斯理工學院科技研究教授。
2021 年，他的著作《受限數據：美國核機密的歷史》（Restricted Data: The History of Nuclear Secrecy in the United States）由芝加哥大學出版社出版。

## 外部連結
- . AlexWellerstein.com.   [13 January 2021]. （原始内容存档于2023-09-20）.
- . Restricted Data: The Nuclear Secrecy Blog.   [18 August 2017]. （原始内容存档于2023-09-11）.
- . Npr.org.   [18 August 2017]. （原始内容存档于2022-02-10）.
- . New Yorker.   [10 October 2017]. （原始内容存档于2023-08-29）.